# Džiugas Bartkus
Džiugas Bartkus (* 7. listopadu 1989, Kaunas, Litevská SSR, Sovětský svaz) je litevský fotbalový brankář, reprezentant, který působí v izraelském klubu Hapoel Ironi Kirjat Šmona FC.
Mimo Litvu působil na klubové úrovni v Bělorusku a Polsku.

## Klubová kariéra
- FBK Kaunas 2009
- FK Partizan Minsk 2010
- FK Dinamo Brest 2011
- FBK Kaunas 2011
- FK Sūduva Marijampolė 2012–2015
- Górnik Łęczna 2016[1]